# تنكس زينكر
تنكس زينكر (بالإنجليزية: Zenker's Degeneration)‏ هو تنكس هياليني زجاجي أو شمعي، أو نخر في العضلات الهيكيلية يحدث في حالات الأمراض المعدية الحادة.
تسمى هذه الحالة نسبة إلى فريدريش ألبرت فون زنكر.
يحدث تنكس زينكر في العضلات الهيكلية مثل الحجاب الحاجز والعضلة المستقيمة البطنية بسبب حالات تسمم الدم الحادة مثل حمى التيفوئيد.
تظهر العضلة شاحبة وقابلة للتفتت. ومجهريا، تظهر الألياف العضلية متورمة، وفاقدة للتخطيط العرضي، وتُظهر مظهرا زجاجيا.